# 욜랑드 모로
욜랑드 모로(Yolande Moreau, 1953년 2월 27일 ~ )는 벨기에의 배우, 희극 배우, 영화 감독, 각본가이다. 세자르상을 세 번 수상했다.

## 작품 목록

### 영화 출연
- 방7, 부엌, 그리고 욕실 (1984, 7 P., cuis., s.de b...)
- 방랑자 (1985)
- 제르미날 (1993)
- 상어의 자식 (1993, Le Fils du requin)
- 삼형제와 상속자 (1995)
- 지붕 위의 기병 (1995)
- 행복은 초원에 (1995, Le bonheur est dans le pré)
- 뷰티풀 그린 (1996, La Belle Verte)
- 만월 (1998, Vollmond)
- 아멜리에 (2001) - 마들렌 월레스 역
- 따뜻한 인정 (2001, Le Lait de la tendresse humaine)
- 바디 스내치 (2003)
- 광적인 평화 (2004, Folle Embellie)
- 밀물이 되면 (2004, Quand la mer monte...) - 연출 겸임
- 액스, 취업에 관한 위험한 안내서 (2005)
- Bunker paradise (2005)
- Enfermés dehors (2006)
- 사랑해, 파리 (2006)
- 엘리자베트라고 불러줘 (2006, Je m'appelle Élisabeth)
- 미스트리스 (2007, Une vieille maîtresse)
- Vous êtes de la police ? (2007)
- 세라핀 (2008)
- 미아와 거인 미구 (2008, Mia et le Migou)
- Louise-Michel (2008)
- 아녜스 바르다의 해변 (2008, Les Plages d'Agnès)
- 믹막: 티르라리고 사람들 (2009)
- 장화 신은 고양이 디 오리지널 (2009)
- 맘모스 (2010, Mammuth)
- 더 팩 (2010, La Meute)
- 세르주 갱스부르 (2010)
- 롱 폴링 (2011)
- 인 더 하우스 (2012)
- 까밀 리와인드 (2012)
- 위대한 출발 (2012, Le grand soir)
- Cendrillon au Far West (2012)
- 시네아스트 (2013, Cinéast(e)s) - 다큐멘터리
- 앙리 (2013, Henri) - 연출 겸임
- 아리안느는 임신중 (2013, 9 Mois ferme)
- Ablations (2014)
- Voyage en Chine (2015)
- 이웃집에 신이 산다 (2015)
- 여자의 일생 (2016)
- L'Enfance d'un chef (2016)
- Crash Test Aglaé (2017)
- De Toutes Mes Forces (2017)
- 아이 필 굿 (2018, I Feel Good)
- 더 서머 하우스 (2018, Les Estivants)
- 슬기로운 아내 수업 (2020, La Bonne Épouse)
- 말을 잃은 사람들 (2020, Les Sans-dents)
- 스칼렛 (2022, L'Envol)

### 영화 연출
- 밀물이 되면 (2004, Quand la mer monte...)
- 앙리 (2013, Henri)